# Бухтіаров Олег Олександрович
Олег Олександрович Бухтіаров (20 березня 1926 року — 17 лютого 1993) народився в місті Єнакієве Донецької області. Доктор медичних наук, професор, керівник клініки відновного лікування та складного протезування Київського науково-дослідного інституту травматології та ортопедії, один із видатних організаторів протезно-ортопедичної допомоги в Україні.

## Життєпис
Олег Олександрович Бухтіаров народився 20 березня 1926 р. в м. Єнакієво Донецької області. Закінчення навчання у школі співпало з початком Другої Світової Війни, фронт якої дійшов до Донбасу. Разом із однолітками він був направлений на будівництво оборонних споруд, а пізніше виконував завдання військової частини, якою і був направлений на навчання в артилерійське училище. Був тяжко поранений, втратив ногу. Після одужання та протезування вирішив присвятити своє життя медицині.
Після закінчення Львівського медичного інституту у 1950 році, Олег Олександрович працював у Волинській області як завідуючий Олицьким райздороввідділом та районний хірург. У 1952 році він був призначений на роботу в Український НДІ протезування у місті Харкові. Він захистив кандидатську дисертацію на тему «Бурсити кукси гомілки, їх лікування та профілактика» під керівництвом професорів Котова А. П. та Новаченка М. П.
У 1958 році Олег Олександрович очолив клініку складного протезування Українського НДІ ортопедії і травматології у Харкові. Пізніше, у 1967 році, після захисту докторської дисертації, він переїхав до Києва, де очолив клініку відновного лікування та складного протезування в Київському науково-дослідному інституті травматології та ортопедії.
За роки своєї наукової та медичної діяльності Олег Олександрович створив значний внесок у галузі протезно-ортопедичної допомоги. Він розробив 18 оригінальних методик кістково-пластичних операцій та 36 раціоналізаторських пропозицій для виробництва протезних виробів.
На міжнародному рівні Олег Олександрович також відзначився своїми досягненнями. Наприклад, на Міжнародному конгресі у Відні у 1978 році він виступив із доповіддю, присвяченою застосуванню аллоковпачків для кістково-пластичних операцій на куксах нижньої кінцівки.

## Основні праці
- О перспективах восстановительного лечения и протезирования на Украине // ОТП. 1960. № 5;
- Этапы совершенствования ампутации голени по Биру. Реконструктивная операция с пластикой собственной связки надколенника при коротких культях голени // Травматология. 1966. Вып. 2;
- Усовершенствованный способ миофасцио-пластической ампутации и реампутации культей голени // Сб. тр. 5-го та ортопедов-травматологов Украины. Дн., 1966;
- Особенности оперативной техники при выполнении костнопластических операций на культях нижних конечностей // Теория и практика протезирования и протезостроения. К., 1968;
- Реконструктивные костнопластические операции на культях конечностей инвалидов с применением гомо- и гетеротрансплантатов для удлинения костных культей и увеличения их опорной поверхности // Междунар. конгресс по функцион. реабилитации и протезной технике. Вена, 1973. Т. 1.